# 芝本幸司
芝本 幸司（しばもと こうじ、1980年8月23日 - ）は、日本の男性ブラジリアン柔術家。愛知県出身。
トライフォース柔術アカデミー新宿ヘッドインストラクター。身長163センチ、体重58キロ。